# Christoph Barth
Christoph Barth (* 29. September 1917 in Safenwil, Kanton Aargau, Schweiz; † 21. August 1986 in Basel, Schweiz) war ein Schweizer evangelischer Geistlicher und Hochschullehrer für Altes Testament in der indonesischen Stadt Jakarta und im deutschen Mainz.

## Leben
Christoph Barth war ein Sohn des Theologen Karl Barth und dessen Ehefrau, der Violinistin Nelly Hoffmann (1893–1976). Er war das dritte Kind und hatte vier Geschwister:
- Franziska Barth,
- Markus Barth (1915–1994),
- Matthias Barth (1920–1941),
- Hans Jakob Barth.

Nach Beendigung seiner schulischen Ausbildung begann er am 1. Oktober 1936 ein Theologiestudium an der Universität Basel, das er am 31. März 1941 beendete. Anschliessend war er in Basel als Vikar tätig und wurde am 4. November 1941 ordiniert. Von 1942 bis 1944 war er weiter als Vikar tätig und hielt sich von 1946 bis 1947 in Leiden in den Niederlanden zur Vorbereitung seines Auslandsaufenthaltes als theologischer Lehrer auf. Am 30. September 1947 promovierte er bei Walter Baumgartner mit der Dissertation Die Errettung vom Tode in den individuellen Klage- und Dankliedern des Alten Testaments.
Von 1947 bis 1952 war er anfangs in Indonesien theologischer Lehrer in Banjarmasin, von 1953 bis 31. August 1954 Dozent und vom 1. September 1954 bis Juni 1965 Professor an der Theologischen Hochschule in Jakarta. Von 1954 bis 1963 arbeitete er an einer indonesischen Bibelübersetzung mit, von 1965 bis 1967 verfasste er ein theologisches Handbuch in indonesischer Sprache.

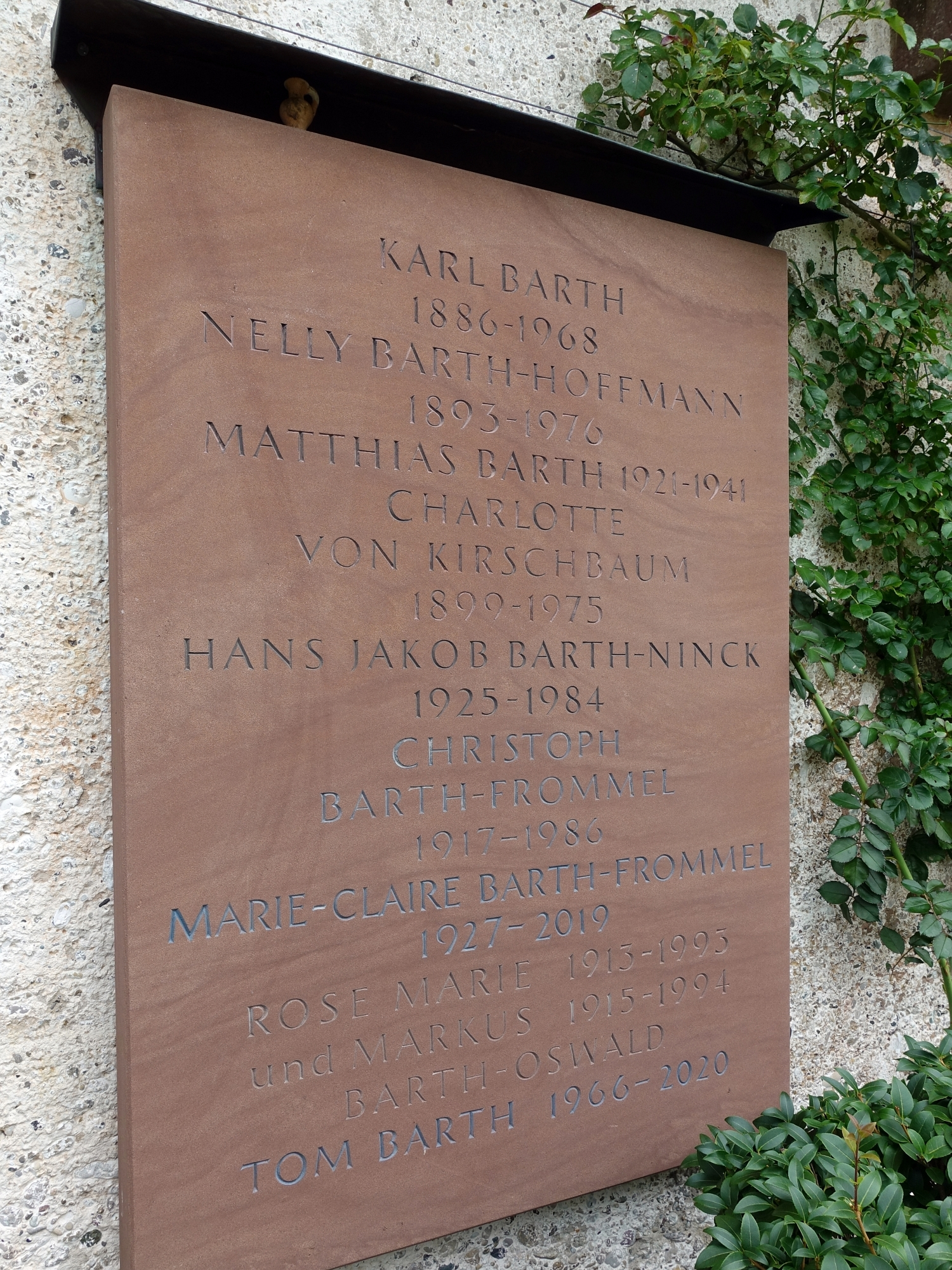
Familiengrab auf dem Friedhof am Hörnli

Nach seiner Rückkehr nach Europa war er Ende 1967 kurzzeitig Lehrstuhlvertreter an der Universität Mainz und wurde am 5. Januar 1968 als ordentlicher Professor für das Alte Testament an die Universität Mainz berufen. Vom 1. April 1969 bis 31. März 1973 war er der Direktor des evangelischen Alttestamentlichen Seminars und von 1969 bis 1970 Dekan der Evangelisch-Theologischen Fakultät. Nachdem er seit 1. April 1973 als ordentlicher Professor am Seminar für Altes Testament und Biblische Archäologie lehrte, erfolgte am 30. September 1982 seine Emeritierung; in dieser Zeit war er vom 1. April 1973 bis 31. März 1980 Mitdirektor des Seminars. Vom 1. Oktober 1979 bis zu seiner Emeritierung am 30. September 1982 war er beurlaubt, um als Leiter der Arbeitsgruppe Association of Theological Schools in Indonesia in Indonesien „geistige Entwicklungshilfe“ zu leisten und wichtige theologische Lehrwerke ins Indonesische zu übersetzen.
Christoph Barth war seit 1957 verheiratet mit Marie-Claire Barth-Frommel (1927–2019), die er in Indonesien kennenlernte. Sie war auch Theologin, Ehrendoktorin der Universität Basel und Frauenförderin, Tochter des Edouard Frommel (1895–1965), Professor der Medizin. Gemeinsam haben sie vier Kinder; von diesen ist namentlich bekannt:
- Daniel Barth, Psychoanalytiker.[3]

Seine letzte Ruhestätte fand er auf dem Friedhof am Hörnli in Riehen.

## Geistiges und theologisches Wirken
Christoph Barth förderte als Lehrer, Gelehrter und Prediger das einheimische theologische Schaffen in Indonesien, unter anderem durch die Arbeit mit Doktoranden, Gastdozenten und die Übersetzung der Psalmen. Er war auch der Verfasser einer Theologie des Alten Testaments sowie eines theologischen Handbuchs in indonesischer Sprache.

## Schriften (Auswahl)
- Die Errettung vom Tode in den individuellen Klage- und Dankliedern des Alten Testamentes. Evangelischer Verlag, Zollikon 1947.
- Naon ari geradja teh? Synode Geredja Kristen Pasundan, Bandung 1950.
- Fernöstliche Kirche: merkwürdiges Land Indonesien. Evangelischer Verlag, Zollikon/Zürich 1953.
- Tentang Geredja menurut kitab kisah rasul-rasul. BPK, Jakarta 1956.
- Makna theologia dari pemberian tanah Kanaan kepada umat Israel. Badan Penerbitan Kristen, Djakarta 1964.
- Zur Bedeutung der Wüstentradition. Brill, Leiden 1965.
- Christoph Barth, R. A. Wilson: Introduction to the Psalms. Blackwell, Oxford 1966.
- Theophanie, Bundesschließung und neuer Anfang am dritten Tage. Kaiser, München 1968.
- Theologia Perdjandjian Lama: djilid pertama. Badan Penerbit Kristen, Djakarta 1970.
- Diesseits und Jenseits im Glauben des späten Israel. KBW Verlag, Stuttgart 1974.
- Indonesische Reisenotizen. Kaiser, München 1975.
- Concatenatio im ersten Buch des Psalters. 1976.
- Christoph Barth, Marie-Claire Barth-Frommel: Theologia Perjanjian Lama. Gunung Mulia, Jakarta 1970–1989.